# Malá Úpa
Malá Úpa település Csehországban, Trutnovi járásban. Malá Úpa Pec pod Sněžkou, Horní Maršov, Karpacz és Kowary településekkel határos. Lakosainak száma 157 fő (2024. január 1.).

## Népesség
A település lakosságának változását az alábbi diagram mutatja:
| Lakosok száma | 1101 | 1153 | 1001 | 614  | 113  | 137  | 132  | 139  | 144  | 157  |
|               | 1869 | 1890 | 1921 | 1950 | 1980 | 2001 | 2017 | 2019 | 2022 | 2024 |